# Владимир Дмитријевич Набоков
Владимир Дмитријевич Набоков (рус. Влади́мир Дми́триевич Набо́ков; 8. јул 1869 − 28. март 1922) био је руски криминолог, новинар и напредни државник током последњих година Руске Империје. Био је отац руско-америчког писца Владимира Набокова.

## Младост
Набоков је рођен у Царском Селу, у имућној и аристократској породици. Његов отац Дмитриј Набоков (1827−1904) био је министар правде у време владавине Александра II од 1878. до 1885, а мајка Марија фон Корф (1842−1926) била је бароница из угледне балтичке немачке породице у Курландији.
Студирао је кривично право на Универзитету у Санкт Петербургу и предавао криминологију на Царској школи за право.
Набоков се 1897. оженио Еленом Ивановном Рукавишниковом са којом је имао петоро деце. Њихов најстарији син био је писац и лепидоптериста Владимир Владимирович Набоков, који је портретисао свог оца у својим мемоарима Speak, Memory (Говори, Сећање, 1967) и укључио у свој роман Pale Fire (Бледа ватра) сцену погрешно усмереног атентата који евоцира смрт његовог оца. Остала деца су били Сергеј (1900−1945), Кирил (1911−1964), Елена (1906−2000) и Олга (1903−1978), која је била пријатељ из детињства руско-америчке списатељице Ајн Ранд. 

## Каријера
Од 1904. до 1917. био је уредник либералног листа Rech („Говор“).
Истакнути члан Уставотворно-демократске партије („кадети“), Набоков је изабран у руски парламент, Прву Думу. Сматран је за најгласнијег браниоца јеврејских права у Руској империји, настављајући породичну традицију коју је водио његов отац Дмитриј Набоков, који се као министар правде под царем Александром II успешно супротстављао антисемитским мерама које су донете од стране Владе.  Био је и страствени противник смртне казне.  Био је идентификован са партијским „центром“ и залагао се за рад са левичарским партијама током Прве државне Думе и поново током другог револуционарног периода Русије. 
Године 1917, након Фебруарске револуције, Набоков је помогао у изради документа за одбијање престола од стране великог кнеза Михаила. Набоков је постављен за секретара Привремене владе; међутим, био је приморан да напусти Санкт Петербург у децембру 1917. након што је Бољшевичка револуција збацила Привремену владу. Године 1918. служио је као министар правде у Кримској обласној влади, где су се он и његова породица склонили. Године 1919. Набокови су побегли у Енглеску и касније се настанили у Берлину.
Од 1920. до своје смрти, Набоков је био уредник руског емигрантског листа Rul („Кормило“), који је наставио да се залаже за прозападну демократску владу у Русији.

## Смрт
Набоков је присуствовао политичкој конференцији Уставно-демократске партије у Берлину 28. марта 1922. Током поступка, Пјотр Шабелски-Борк и Сергеј Таборицки пришли су бини певајући царску химну, а затим отворили ватру на либералног политичара и издавача Павела Миљукова. Као одговор, Набоков је скочио са бине и срушио нападача на под. Таборицки је затим два пута упуцао Набокова и одмах га убио. Нападачи нису успели чак ни да ране своју намеравану мету Миљукова.
Атентатори су касније осуђени за убиство и осуђени на 14 година затвора, али су одслужили само мали део. Немачки правосудни систем био је блажи према десничарским криминалцима него према њиховим левичарским колегама. Након пуштања на слободу, Шабелски-Борк се спријатељио са Алфредом Розенбергом, озлоглашеним нацистичким идеологом.
Набоков је сахрањен на руском православном гробљу Берлин-Тегел.

## Лични живот
Набоков је био активан члан нерегуларне масонске ложе, Велики Оријент руских народа. 